# Bartolomeo Maranta
Bartolomeo Maranta (Venosa, 1500 – Molfetta, 1571) è stato un fisico e botanico italiano.
Si occupò specialmente delle proprietà curative delle piante. Dal suo cognome è derivata la denominazione del genere Maranta e della famiglia Marantaceae.

## Biografia
Nacque a Venosa nel 1500 (anche se alcune fonti sostengono nel 1514), da Roberto, giurista, e Beatrice Monna, nobildonna di Molfetta, fratello di Lucio e Pomponio. Dopo gli studi a Napoli, si trasferì a Pisa, divenendo allievo di Luca Ghini. Dal 1554 al 1556, Maranta lavorò presso l'orto botanico di Napoli fondato da Gian Vincenzo Pinelli e, intorno al 1568, contribuì a fondarne un altro a Roma.
Fu un grande amico di Ulisse Aldrovandi: ebbe invece una rivalità con Pietro Andrea Mattioli, poiché entrambi entrarono in concorrenza dopo la morte di Ghini per ereditare i documenti e l'erbario del loro insegnante. Maranta fu anche fisico, operando alle dipendenze di Vespasiano Gonzaga, duca di Mantova, e del cardinale Branda Castiglioni. 
Nel 1559, è autore dell'opera Methodi cognoscendorum simplicium, in cui organizzò la farmacologia botanica per nomenclatura, identificazione delle specie e proprietà medicinali. Morì il 24 marzo del 1571 a Molfetta e fu sepolto nella chiesa di San Bernardino. Charles Plumier nel 1737 gli dedicò il genere Maranta, capostipite della famiglia delle Marantacee, e porta il suo nome la felce Notholaena marantae.

## Opere
- De aquae, Neapoli, in Luculliano scaturientis (quam ferream vocant) metallica materia, ac viribus. Venezia 1559.
- Methodi cognoscendorum Simplicium libri tres, cum indice copioso. Venezia 1559.
- Lucullianarum Quaestionum… Basilea 1664.
- Novum herbarium sive methodus cognoscendorum omnium simplicium, non solum purgantium, sed quoque astringentium, & variantium. Opus exactum ab auctoribus omnibus, quos in re herbaria ad hunc usque diem scripserunt, & in unum volumen redactum, ad studiosorum commoditatem. Cum indice copioso. Venezia 1571.
- Della Theriaca et del Mithridato. Venezia 1572 Leggi online.